# Hallgeir Brenden
Hallgeir Brenden (Trysil, 10 de febrero de 1929 - Lillehammer, 21 de septiembre de 2007) fue un esquiador noruego que destacó durante la década de los 50 y que ganó cuatro medallas olímpicas en tres ediciones diferentes de Juegos de Invierno.

## Biografía
Brenden participó en los Juegos Olímpicos de Oslo 1952, donde consiguió el oro en la prueba de 18 kilómetros y la plata en los relevos 4x10 kilómetros. En los Juegos Olímpicos de Cortina d'Ampezzo 1956 (Itàlia) se colgó el oro en la prueba de 15 kilómetros (heredera de la prueba de 18 km) y finalizó 14º en la de 30 kilómetros y cuarto en los relevos 4x10 kilómetros.
En 1960 participó nuevamente en los Juegos Olímpicos de Squaw Valley (Estados Unidos). Corrió en cuatro pruebas, finalizando 12º en los 15 kilómetros, 9º en los 30 kilómetros y 50 kilmetrós y la plata en los relevos 4x10 kilómetros. En 1952, se le otorgó el premio Egebergs Ærespris y en 1955 la medalla Holmenkollen.
Disputó tres ediciones del Campeonato Mundial de Esquí Nórdico, donde no consiguió colgarse ninguna medalla.